# Chen-tétel

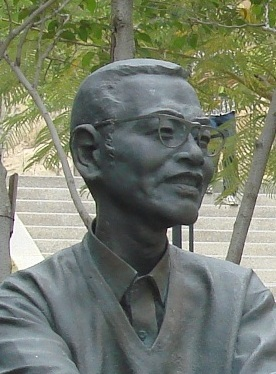
Chen Jingrun

A matematika, azon belül a számelmélet területén a Chen-tétel kimondja, hogy minden elegendően nagy páros szám felírható vagy két prímszám összegeként, vagy egy prímszám és egy félprím (két prímszám szorzata) összegeként.

## Története
A tételt először 1966-van mondta ki Chen Jingrun kínai matematikus, a bizonyítás részleteit 1973-ban közölte. Az eredeti bizonyítást később P. M. Ross jelentősen leegyszerűsítette. Chen tétele óriási lépés a Goldbach-sejtés megoldása felé, a szitamódszerek figyelemre méltó felhasználásával.

## Variációk
Chen 1973-as cikke két eredményt közölt, közel azonos bizonyításokkal.:158 A Goldbach-sejtéssel kapcsolatos I. tételt (Theorem I) feljebb említettük. A II. tétel (Theorem II) az ikerprímsejtés megoldását hozza közelebb. Kimondja, hogy ha h pozitív páros egész szám, akkor végtelen sok olyan p prím létezik, amire p+h prímszám vagy félprím (két prímszám szorzata).
Ying Chun Cai 2002-ben a következőt igazolta:
Létezik olyan N természetes szám, amire minden N-nél nagyobb páros n felírható egy prímszám ≤ n0,95 és egy legfeljebb két prímtényezővel rendelkező szám összegeként. (Más megfogalmazásban: minden elegendően nagy páros n felírható egy prímszám ≤ n0,95 és egy legfeljebb két prímtényezővel rendelkező szám összegeként.
Tomohiro Yamada igazolta a Chen-tétel egy explicit változatát, mely szerint minden páros szám, ami nagyobb mint {\displaystyle e^{e^{36}}\approx 1,7\cdot 10^{1872344071119348}} felírható egy prím és egy prím vagy félprím összegeként.